# ヒジャニ・ヒムーンデ
ヒジャニ・ヒムーンデ（Hijani Himoonde, Hichani Himoonde、1986年8月1日 - ）は、ザンビアの元サッカー選手。元ザンビア代表。ポジションはDF。

## クラブ歴
2006年にルサカ・ダイナモスFCで選手となった後、国内のクラブを転々とした。2010年にコンゴ民主共和国のTPマゼンベに移籍。2014年にプレミアサッカーリーグのマメロディ・サンダウンズFCに移籍した。

## 代表歴
2007年6月9日のタンザニア代表戦で代表初出場。アフリカネイションズカップには2008年大会から参加、カメルーン代表戦で同大会初出場となった。

## タイトル

### クラブ
マゼンベ
- リナフット: 2011, 2012, 2013
- CAFチャンピオンズリーグ: 2010
- CAFスーパーカップ: 2010, 2011

マメロディ・サンダウンズ
- プレミアサッカーリーグ: 2013-14

### 代表
- アフリカネイションズカップ: 2012